# 別冊スキマスイッチ
『別冊スキマスイッチ』（べっさつスキマスイッチ）は、スキマスイッチのVideo Clip集。

## 解説
- 封入付録： 特製スキマのしおり
- 2015年1月28日に、Blu-ray盤が『別冊スキマスイッチpart 2』と同時発売された。

## 収録内容

### 総力特集：2003-2005 MUSIC VIDEO
- 本編：約42分、本人解説（副音声）切り替え機能付

#### Music Video
1. view
2. 君の話
3. 奏（かなで）
4. ふれて未来を
5. 冬の口笛
6. 全力少年
7. 雨待ち風 (Album ver.)
8. 飲みに来ないか<完全版>

### 特集2：ミュージックビデオの舞台裏
- メイキング映像：約44分

#### Music Video Making
1. 「view」Making
〜スキマ、大地に立つ!初のPVは48時間耐久撮影〜
2. 「君の話」Making
〜キーワードは“あか抜ける”!失敗しない話し方特集〜
3. 「奏（かなで）」Making
〜一人二役…エキストラで差をつけろ!〜
4. 「ふれて未来を」Making
〜潜入!極秘任務完全ルポ!？〜
5. 「冬の口笛」Making
〜ビデオカメラで遊ぼう!-中級編-〜
6. 「全力少年」Making
〜特集!今ブームの“全力的”な男達とは〜
7. 「雨待ち風 (Album ver.)」Making
〜雨と炎、“恋愛写真”に隠された素顔を徹底解剖!〜
8. 「飲みに来ないか」Making
〜今日の運勢★ラッキーポイントは自動販売機〜

## 初回特典収録内容
- 『全力テレビ』（ディレクターズ・カット版） 〜感動・興奮・抱腹絶倒!シングル「全力少年」誕生までのドキュメンタリー〜
  - オフィシャルサイトで公開されたもののディレクターズ・カット版。